# Amina heterocíclica

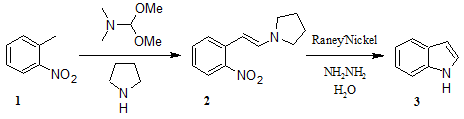
Sïntesis del indol (nombre IUPAC 2,3-Benzopirrol), ejemplo de amina heterocíclica

Las aminas heterocíclicas son compuestos químicos que contienen al menos un anillo heterocíclico, que por definición tiene átomos de al menos dos elementos diferentes, así como al menos un grupo amina (que contiene nitrógeno). Las funciones biológicas de las aminas heterocíclicas varían, incluyendo vitaminas y carcinógenos. Las aminas heterocíclicas cancerígenas son creadas por la alta temperatura de cocción de la carne, por ejemplo. Si uno o más átomos de nitrógeno son miembros de una estructura orgánica cíclica, la molécula se clasifica como una amina heterocíclica.
Estas son componentes de una gran variedad de compuestos biológicamente importantes.

## Aminas heterocíclicas de cinco miembros
La pirrolidina está compuesta de moléculas que contienen un anillo saturado de cinco miembros. Esta estructura cíclica está compuesta de un átomo de nitrógeno y cuatro de carbono. 
La nicotina es una molécula que contiene un anillo de pirrolidina unido a un anillo de piridina (otra amina heterocíclica). La nicotina pertenece al grupo de compuestos conocidos como alcaloides, que son aminas que se encuentran en la naturaleza y producen cambios fisiológicos en los animales. 
El pirrol es otro compuesto constituido por moléculas con un anillo heterocíclico de cinco miembros. Estas moléculas son insaturadas y contienen un átomo de nitrógeno en el anillo. Cuatro anillos de pirrol están unidos en una estructura denominada anillo de porfirina.
Los anillos de porfirina son componentes de la hemoglobina, la mioglobina, la vitamina B12, la clorofila y los citocromos. En los centros del grupo hemo de la hemoglobina, mioglobina y los citocromos, hay un ion hierro; en las dos primeras el ion hierro está unido al Oxígeno.

## Aminas heterocíclicas de seis miembros
La estructura de la piridina es similar a la del benceno excepto que un átomo de nitrógeno reemplaza a uno de los átomos del carbono; es una sustancia aromática. El anillo de piridina es parte de dos vitaminas B: la niacina y la piridoxina.
La niacina, también denominada ácido nicotínico, se encuentra en la mayoría de los organismos. Se convierte en la nicotinamida adenina dinucleótido (NAD), una coenzima que presenta reacciones de oxidación y reducción en el metabolismo celular. Una deficiencia de niacina desemboca a una enfermedad llamada pelagra.
La piridoxina o vitamina B6, se convierte en un compuesta importante en el metabolismo de los aminoácidos.

La pirimidina, contiene dos átomos de nitrógeno en un anillo insaturado de seis miembros. La tiamina o vitamina B1, contiene una anillo de pirimidina en su estructura. La falta de tiamina en el organismo produce beriberi.
La pirimidina es un componente de los nucleótidos citosina, uracilo y timina.

## Importancia biosanitaria
Recientes estudios sobre alimentación y cáncer han apuntado que las carnes muy hechas son un factor de riego para padecer muchos tipos de cáncer, lo que no se sabía muy bien era la causa. Estudios en diferentes poblaciones humanas determinaron que una de las causas más importantes para este hecho era que en las carnes bien hechas, mediante la reacción de Maillard, se producen aminas heterocíclicas, que parecen ser las causantes de diversos tipos de cáncer al interactuar estas con la cromatina y desestabilizarla. Por ello últimamente se recomienda no hacer demasiado la carne. Como la concentración de aminas heterocíclicas aumenta con el calor y el tiempo, se pronostica que la carne muy hecha incrementa el riesgo de cáncer. De los 30 estudios epidemiológicos el 80% mostraron una correlación positiva en este sentido.